# Resident Evil: Afterlife
Resident Evil: Afterlife är en 3D-science fiction skräckfilm skriven och regisserad av Paul WS Anderson och med skådespelarna Milla Jovovich, Ali Larter, Spencer Locke, Wentworth Miller och Shawn Roberts.
Det är den fjärde delen i en serie film anpassningar baserade på spelserien Resident Evil. Det är också den första filmen i serien att släppas i 3D med hjälp av Avatar Fusion Camera System. Resident Evil: Afterlife hade premiär den 17 september 2010.

## Handling
Alice fortsätter sitt sökande efter överlevande för att leda dem i säkerhet. Hennes kamp mot Umbrella når nya höjder, men Alice får oväntad hjälp av en gammal vän. En ny ledtråd som pekar mot en säker plats leder dem till Los Angeles, men när de kommer dit är staden full av odöda och Alice och hennes följe inser att de är på väg att gå rakt in i en fälla. 

## Om filmen
- Filmen har tjänat ungefär 300 miljoner dollar vilket gjorde Afterlife till den mest inkomstbringande kanadensiska filmen någonsin.
- Detta är också den första filmen som är baserad på ett spel att filmas i 3D.

## Rollista
- Milla Jovovich - Alice
- Ali Larter - Claire Redfield
- Wentworth Miller - Chris Redfield
- Shawn Roberts - Albert Wesker
- Boris Kodjoe - Luther
- Spencer Locke - K-Mart
- Norman Yeung - Kim Yong
- Kacey Barnfield - Crystal
- Kim Coates - Bennett
- Sienna Guillory - Jill Valentine